# Grammy-díj a legjobb férfi popénekes teljesítményért

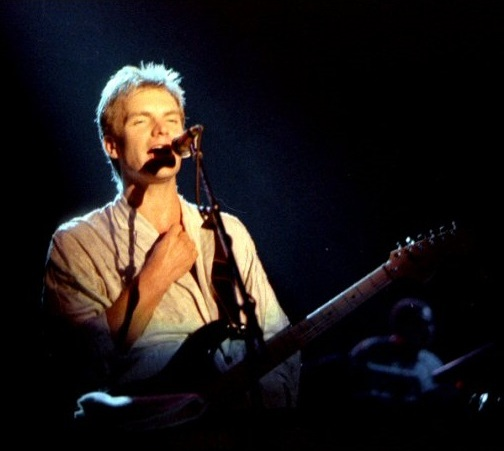
9 jelölésből 4 Grammy-díjat nyert Sting, a kategória egyik legsikeresebb előadója.

A legjobb férfi popénekes teljesítményért járó Best Male Pop Vocal Performance elnevezésű Grammy-díjat 1959-től kezdve egészen 2011-ig adták át. 2012-től a női előadókkal közös Best Pop Solo Performance kategóriában díjazzák a legjobb férfi popénekeseket.

## Története
Az évek során a kategória különböző inkarnációkban létezett. Az első két évben "legjobb férfi énekes teljesítmény" (Best Vocal Performance, Male) volt az elnevezése. 1961-ben két külön kategóriában adtak át díjat a legjobb énekesnek: egyet a legjobban előadott dalért (Best Vocal Performance Single Record Or Track, Male), és egyet a legjobban előadott albumért (Best Vocal Performance Album, Male). 1962-ben az előző évi két külön kategória újra egyesült a "legjobb férfi szólóénekes teljesítményért" járó díjban (Best Solo Vocal Performance, Male). 1964-ben visszatértek az eredeti elnevezéshez (Best Vocal Performance, Male), és egészen 1968-ig ezt használták.
Közben 1966-ban még egy férfi énekes kategóriát létrehoztak, melyben a "legjobb kortárs férfi rock&roll-énekes teljesítményt" (Best Contemporary R&R Vocal Performance – Male) díjazták. Természetesen ugyanígy a női énekeseknél is. A következő évben egyesítették a különböző nemek számára kiírt "kortárs rock&roll-énekes" díjat, férfiak és nők vegyesen versengtek ugyanabban a kategóriában, amit Paul McCartney nyert meg a Beatles Eleanor Rigby c. dalával. 1968-ban újra szétválasztották nemek szerint a "kortárs" Grammyt, és a férfiaké a "legjobb kortárs férfi szólóénekes teljesítmény" (Best Contemporary Male Solo Vocal Performance) nevet kapta. 1969-ben végül a két férfi énekes kategória összeolvadt, és az elnevezésben első ízben jelent meg a pop szó (Best Contemporary-Pop Vocal Performance, Male).
Az 1970-es évek elején még minimálisan változott az elnevezés. 1970-ben előbb Best Contemporary Vocal Performance, Male névre keresztelték, majd 1972-ben Best Pop Vocal Performance, Male lett belőle. Ez utóbbi elnevezés egészen 1995-ig kitartott. Akkor már csak a szavak sorrendjén változtattak, és egészen 2011-ig a Best Male Pop Vocal Performance kategóriában díjazták a legjobb férfi popénekes teljesítményt.
A díj történetében a legtöbb győzelmet 4-4 alkalommal Stevie Wonder, Sting és John Mayer szerzett. Őket követi Eric Clapton és James Taylor 3-3 győzelemmel. 1990 óta a legtöbbször Stinget jelölték a legjobb férfi popénekesnek (9-szer), mögötte pedig Seal áll, aki 8 jelöléséből egyszer tudott nyerni, 1996-ban.

## 2010-es évek
| Év   | Díjazott                          | További jelölések |
| ---- | --------------------------------- | --- |
| 2011 | Bruno Mars – Just the Way You Are | - Michael Bublé – Heaven't Met You Yet - Michael Jackson – This Is It - Adam Lambert – Whataya Want From Me - John Mayer – Half of My Heart |
| 2010 | Jason Mraz – Make It Mine         | - John Legend – This Time - Maxwell – Love You - Seal – If You Don't Know Me by Now - Stevie Wonder – All About the Love Again              |

## 2000-es évek
| Év   | Díjazott                                                | További jelölések                      |
| ---- | ------------------------------------------------------- | -------------------------------------- |
| 2009 | John Mayer – Say                                        | - James Taylor – Wichita Lineman       |
| 2008 | Justin Timberlake – What Goes Around.../...Comes Around | - Seal – Amazing                       |
| 2007 | John Mayer – Waiting On The World To Change             | - Daniel Powter – Bad Day              |
| 2006 | Stevie Wonder – From the Bottom of My Heart             | - Rob Thomas – Lonely No More          |
| 2005 | John Mayer – Daughters                                  | - Seal – Love's Divine                 |
| 2004 | Justin Timberlake – Cry Me a River                      | - Warren Zevon – Keep Me In Your Heart |
| 2003 | John Mayer – Your Body Is a Wonderland                  | - James Taylor – October Road          |
| 2002 | James Taylor – Don't Let Me Be Lonely Tonight           | - Brian McKnight – Still               |
| 2001 | Sting – She Walks This Earth                            | - Brian McKnight – 6, 8, 12            |
| 2000 | Sting – Brand New Day                                   | - Ricky Martin – Livin' la Vida Loca   |

## 1990-es évek
| Év   | Díjazott                                               | További jelölések                            |
| ---- | ------------------------------------------------------ | -------------------------------------------- |
| 1999 | Eric Clapton – My Father's Eyes                        | - Sting – You Were Meant for Me              |
| 1998 | Elton John – Candle in the Wind, 1997                  | - Duncan Sheik – Barely Breathing            |
| 1997 | Eric Clapton – Change the World                        | - Sting – Let Your Soul Be Your Pilot        |
| 1996 | Seal – Kiss From a Rose                                | - Sting – When We Dance                      |
| 1995 | Elton John – Can You Feel the Love Tonight             | - Luther Vandross – Love the One You're With |
| 1994 | Sting – If I Ever Lose My Faith in You                 | - Rod Stewart – Have I Told You Lately       |
| 1993 | Eric Clapton – Tears in Heaven                         | - Lyle Lovett – Joshua Judges Ruth           |
| 1992 | Michael Bolton – When a Man Loves a Woman              | - Seal – Crazy                               |
| 1991 | Roy Orbison – Oh, Pretty Woman                         | - Rod Stewart – Downtown Train               |
| 1990 | Michael Bolton – How Am I Supposed to Live Without You | - Prince – Batman                            |

## 1980-as évek
| Év   | Díjazott                                                |
| ---- | ------------------------------------------------------- |
| 1989 | Bobby McFerrin – Don't Worry, Be Happy                  |
| 1988 | Sting – Bring On the Night (album)                      |
| 1987 | Steve Winwood – Higher Love                             |
| 1986 | Phil Collins – No Jacket Required (album)               |
| 1985 | Phil Collins – Against All Odds (Take a Look at Me Now) |
| 1984 | Michael Jackson – Thriller (album)                      |
| 1983 | Lionel Richie – Truly                                   |
| 1982 | Al Jarreau – Breakin' Away (album)                      |
| 1981 | Kenny Loggins – This Is It                              |
| 1980 | Billy Joel – 52nd Street (album)                        |

## 1970-es évek
| Év   | Díjazott                                               |
| ---- | ------------------------------------------------------ |
| 1979 | Barry Manilow – Copacabana (At the Copa)               |
| 1978 | James Taylor – Handy Man                               |
| 1977 | Stevie Wonder – Songs in the Key of Life (album)       |
| 1976 | Paul Simon – Still Crazy After All These Years (album) |
| 1975 | Stevie Wonder – Fulfillingness' First Finale (album)   |
| 1974 | Stevie Wonder – You Are the Sunshine of My Life        |
| 1973 | Harry Nilsson – Without You (Badfinger-feldolgozás)    |
| 1972 | James Taylor – You've Got a Friend                     |
| 1971 | Ray Stevens – Everything Is Beautiful                  |
| 1970 | Harry Nilsson – Everybody's Talkin'                    |

## 1960-as évek
| Év    | Díjazott                                                                                      |
| ----- | --------------------------------------------------------------------------------------------- |
| 1969  | Jose Feliciano – Light My Fire (The Doors-feldolgozás)                                        |
| 1968  | Glen Campbell – By the Time I Get to Phoenix                                                  |
| 1968* | Glen Campbell – By the Time I Get to Phoenix (Legjobb férfi kortárs szólóénekes-teljesítmény) |
| 1967  | Frank Sinatra – Strangers in the Night                                                        |
| 1967* | Paul McCartney – Eleanor Rigby (Legjobb kortárs rock&roll szólóénekes-teljesítmény)           |
| 1966  | Frank Sinatra – It Was a Very Good Year                                                       |
| 1966* | Frank Sinatra – It Was a Very Good Year (Legjobb férfi kortárs rock&roll-énekes teljesítmény) |
| 1965  | Louis Armstrong – Hello, Dolly!                                                               |
| 1964  | Jack Jones – Wives and Lovers                                                                 |
| 1963  | Tony Bennett – I Left My Heart in San Francisco                                               |
| 1962  | Jack Jones – Lollipops and Roses                                                              |
| 1961* | Ray Charles – Georgia on My Mind (Legjobb férfi énekesteljesítmény kislemezen)                |
| 1961* | Ray Charles – The Genius of Ray Charles (Legjobb férfi énekesteljesítmény albumon)            |
| 1960  | Frank Sinatra – Come Dance with Me!                                                           |

## 1950-es évek
| Év   | Díjazott                          |
| ---- | --------------------------------- |
| 1959 | Perry Como – Catch a Falling Star |